# Telembí
Telembí je rijeka u Kolumbiji, lijeva pritoka rijeke Patíe. Nalazi se na jugozapadu zemlje, u blizini granice s Ekvadorom, a ulijeva se Patíu kod sela San Antonio-Boca Telembí. Pripada tihooceanskom slijevu.